# Express Raider
Express Raider (parfois Western Express) est un jeu vidéo de type beat them all développé et édité par Data East en 1986 sur borne d'arcade. Le jeu est par la suite édité sur ordinateurs personnels Amstrad CPC, Commodore 64 et ZX Spectrum par U.S. Gold,,.
Le héros combat à mains nues alors que le train démarre, puis doit monter sur le toit pour éliminer ses ennemis. Une séquence de tir à dos de cheval figure également dans le jeu.
Quelques mois après sa sortie, le jeu est réédité dans divers compilations sur les trois ordinateurs, comme History in the Making, ou Malette 1. De plus, il est tardivement réédité en 2010 sur la console virtuelle de la Wii, sur PlayStation Portable, puis en 2018 sur Nintendo Switch, sous le titre Johnny Turbo's Arcade: Express Raider.

## Trame
Express Raider se déroule dans un univers inspiré du far west américain.

## Système de jeu
Express Raider est un jeu vidéo de type beat them all. Le héros combat à mains nues alors que le train démarre, puis doit monter sur le toit pour éliminer ses ennemis. Une séquence de tir à dos de cheval figure également dans le jeu. Un train roule vers la droite de l'écran, alors que l'écran réalise un scrolling latéral du même côté. Le joueur doit aussi sauter de wagon en wagon.

## Accueil
| Aperçu des notes reçues       |         |
| ZX Spectrum                   |         |
| Médias                        | Notes   |
| Your Sinclair (UK)            | 7/10    |
| Crash (UK)                    | 47 %    |
| Commodore 64                  |         |
| Médias                        | Notes   |
| Computer and Video Games (UK) | 6,75/10 |
| Zzap!64 (UK)                  | 60 %    |
| Amstrad CPC                   |         |
| Média                         | Notes   |
| Amstrad Magazine (FR)         | 4/5     |
| ASM (DE)                      | 8/10    |